# Eugène Henri Léonard Beyens

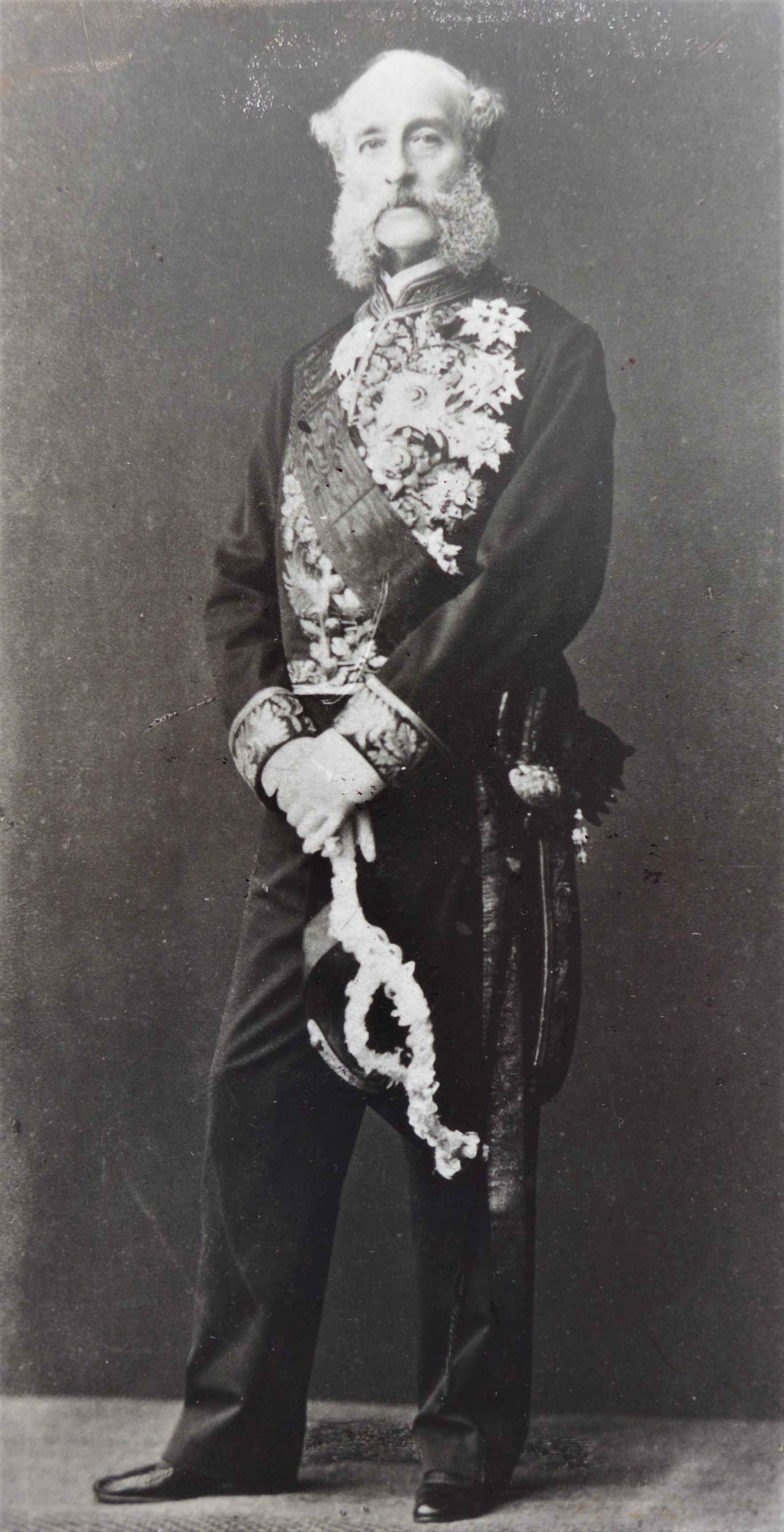
Eugène Henri Léonard Beyens

Eugène Henri Léonard Beyens (* 12. November 1816 in Brüssel; † 17. Juli 1894 in Presles, Val-d’Oise) war ein belgischer Diplomat.

## Leben
Eugène Henri Léonard Beyens war der Sohn von Isabelle Constance Adélaide Fonteyne und Jean Baptiste Justin Beyens. Am 5. Juni 1848 wurde er Legationssekretär zweiter Klasse in Madrid und dort am 6. Juni 1851 zum Gesandtschaftssekretär erster Klasse befördert. Am 29. Juni 1851 heiratete er in Madrid María de las Mercedes Alcalá Galiano y Valencia (* 9. Juni 1828 in Madrid), eine Spielkameradin von Eugénie de Montijo.
Am 25. Oktober 1852 wurde er in den Leopoldsorden aufgenommen, und am 12. Dezember desselben Jahres wurde seine Tochter Isabelle Françoise d’Assise Marie de la Guadeloupe Donate Louis Fernande Antoinette geboren.
Eugénie de Montijo heiratete am 30. Januar 1853 Napoleon III. und in der Folge wurde Beyens an die Botschaft nach Paris versetzt, wo das Kaiserpaar Taufpaten für seinen Sohn Napoléon Eugène Louis Joseph Marie Auguste Beyens wurden.
1856 wurde Beyens zum Legationsrat befördert, am 3. Mai 1861 kam sein Sohn Hubert Beyens zur Welt, 1864 löste er Firmin Rogier als belgischen Gesandten in Paris ab.
Ab 1861 versuchte Napoleon III. mit einer militärischen Intervention Verbindlichkeiten aus dem US-Mexikanischen Krieg in Mexiko einzutreiben und das Erbe der spanischen Konquista anzutreten. Eugène Henri Léonard Beyens wurde von Maximilian I. in den Orden Imperial de Nuestra Señora de Guadalupe aufgenommen.

## Nobilitierung, deutscher Adel
Während seiner kurzen Zeit als Gesandtschaftssekretär in Coburg verlieh ihm Herzog Ernst II. von Sachsen-Coburg und Gotha am 26. November 1850 den erblichen Freihertitel. Das Diplom befindet sich vermutlich im Coburger Archiv und diese Nobilitierung dürfte im Genealogischen Handbuch des Adels erscheinen.